# Smilisca
Smilisca là một chi động vật lưỡng cư trong họ Nhái bén, thuộc bộ Anura. Chi này có 8 loài và 13% bị đe dọa hoặc tuyệt chủng.

## Hình ảnh

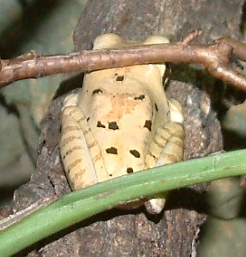
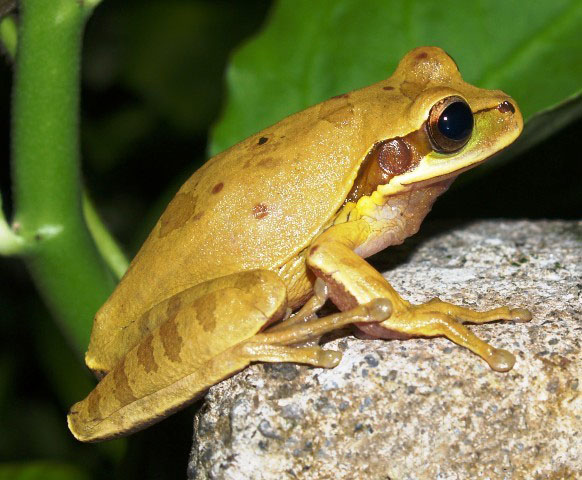
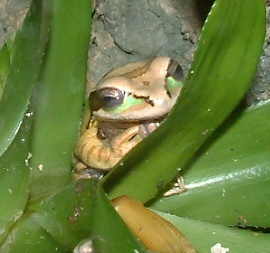